# Trichomanes spicatum
Pour les articles homonymes, voir Trichomanes et Spicatum.
Espèce
Trichomanes spicatum est une espèce de fougères de la famille des Hyménophyllacées.

## Description
Cette espèce a les caractéristiques suivantes :
- un rhizome robuste, court, épais, à port cespiteux et dont les racines à la base sont nombreuses et robustes ;
- les frondes sont marquées par un fort dimorphisme :
  - les frondes fertiles sont réduites au rachis (le limbe est absent : il s'agit du caractère majeur différenciant Trichomamnes spicatum de Trichomanes diversifrons où le limbe des frondes fertiles est assez large et où s'insèrent les sores) et plus longues que les frondes stériles, atteignant jusqu'à 40 cm de long ; leur pétiole est de 12 à 20 cm de long ; elles portent de soixante à quatre-vingts paires de sores ;
  - les frondes stériles sont profondément divisées une fois, longues de moins de 30 cm et larges de trois à sept centimètres ; leur pétiole a seulement de 2 à 8 cm de long ; quelques frondes peuvent porter, dans leur partie inférieure uniquement, à la place des segments, des sores ;
- les sores sont tubulaires avec un style portant les sporanges du double de la taille de l'indusie.

## Distribution
Cette espèce est présente en Amérique tropicale - centrale et du sud -, du Nord du Brésil au Sud du Mexique, dont la Guyane, et dans les Caraïbes - Dominique et Jamaïque -.
Principalement terrestre, elle se trouve en milieux forestiers humides, dans des ravines et talus très ombragés et bords de rivières.

## Position taxinomique et historique
Trichomanes spicatum est classé dans le sous-genre Feea.
En 1805, Friedrich Weber et Daniel Matthias Heinrich Mohr publient un nom seul donné par Johannes Hedwig quelques années auparavant (il est décédé en 1799), sans description, à un échantillon de Guyane, collecté par M. Poiteau, sous le nom de Trichomanes spicatum Hedw. ex Weber & Mohr.
En 1805, un herbier de Guyane d'un bateau français capturé par un corsaire anglais est ramené à Londres. Edward Rudge, en l'absence d'indications du collecteur, constitue une chimère avec une fronde fertile de Trichomanes spicatum et une fronde stérile de Trichomanes diversifrons. Il la dénomme Trichomanes elegans, homonyme de Trichomanes elegans Rich. dont la publication date de 1792. Trichomanes elegans Rudge est donc un synonyme partiel de Trichomanes spicatum.
En 1846, William Jackson Hooker produit la diagnose de la plante de Johannes Hedwig, à partir d'un exemplaire de Jamaïque collecté par Purdie dans la forêt de Portland, fixant par là-même le nom.
En 1848, Karel Bořivoj Presl la place dans le genre Feea : Feea spicata (Hedw. ex Hook.) C.Presl.
En 1875, Karl Anton Eugen Prantl la déplace dans le genre Ptilophyllum : Ptilophyllum spicatum (Hedw. ex Hook.) Prantl.
En 1974, Conrad Vernon Morton complète le classement de Trichomanes spicatum dans le sous-genre Achomanes, section Feea, sous-section Hymenostachys .
En 2006, Atsushi Ebihara, Jean-Yves Dubuisson, Kunio Iwatsuki, Sabine Hennequin et Motomi Ito sans prendre Trichomanes spicatum comme espèce représentative du genre Trichomanes, sous-genre Feea, signalent son appartenance à ce sous-genre.
Cette espèce compte donc deux synonymes :
- Feea spicata (Hedw. ex Hook.) C.Presl
- Ptilophyllum spicatum (Hedw. ex Hook.) Prantl

Par ailleurs, certains auteurs font de Trichomanes spicisorum Desv. et de Trichomanes osmundoides DC. ex Poir. des synonymes de Trichomanes spicatum. Cette position n'est pas suivie (ni même signalée) par l'index Tropicos.